# Палеоиспанские языки

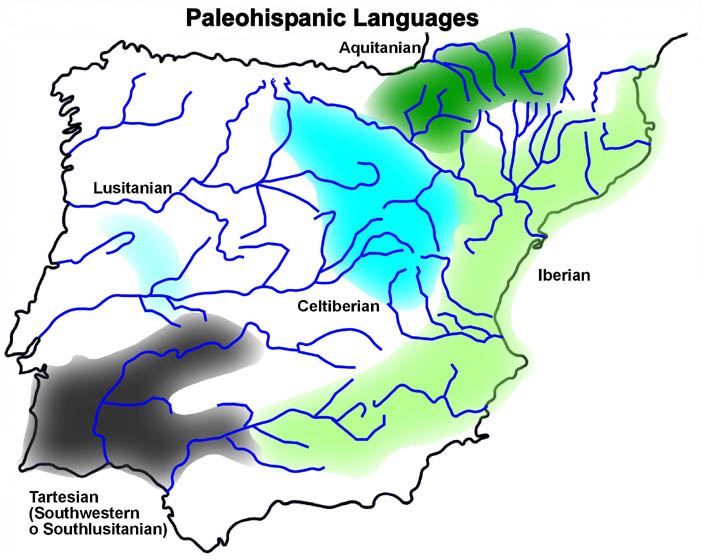
Распространение палеоиспанских языков (согласно надписям, за исключением аквитанского языка, который локализуется по антропо- и теонимам в латинских надписях).

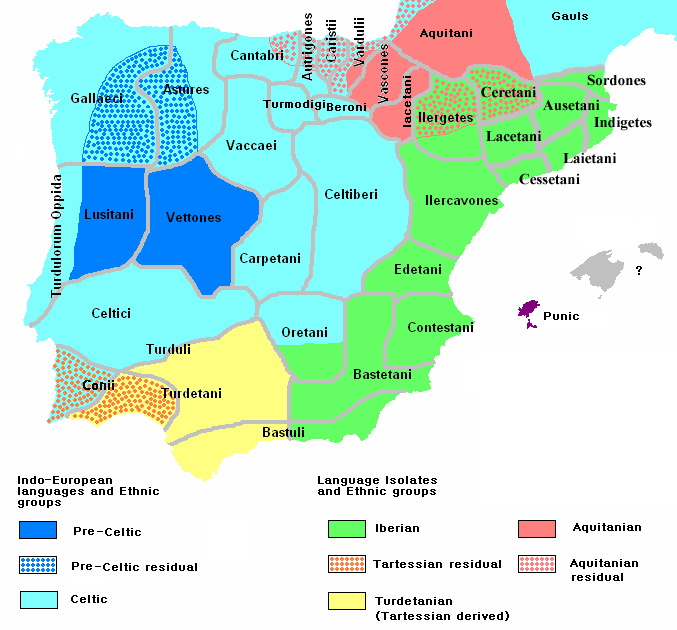
Доримские языки Иберии к 200 г. до н. э.

Палеоиспанские языки — языки доримского населения Иберийского полуострова, за исключением языков колонизаторов — греков, поселившихся в Эмпорионе и финикийцев в Карт-Хадасте. После римского завоевания Испании все палеоиспанские языки, за исключением предка баскского языка, были вытеснены латинским языком, предком современных иберо-романских языков.

## Классификация
Некоторые из палеоиспанских языков представлены надписями, выполненными оригинальной древнеиспанской (иберской) письменностью. Надписи относятся к периоду с V по I в. до н. э. или даже I в. н. э.
Неиндоевропейские языки:
- Иберский язык.
- Тартессийский язык (также известен как южнолузитанский язык).
- Аквитанский язык (известен только по именам людей и богов в римских текстах, однако обнаруживает значительное сходство с современным баскским языком).

Индоевропейские языки:
- Кельтские языки Иберии
  - Кельтиберский язык (относится к подгруппе континентальных кельтских языков)
  - Галлекский язык
- Другие:
  - Лузитанский язык (возможно, кельтский или другой индоевропейский язык)
  - Соротаптический язык — реконструируемый гипотетический докельтский индоевропейский язык (гипотеза не общепризнана).

Баско-иберская гипотеза рассматривает иберский язык как родственный современному баскскому языку. Из современных исследователей одним из наиболее активных сторонников данной гипотезы является Эдуардо Ордунья Аснар, утверждающий, что ему удалось выделить в иберских текстах числительные, которые почти совпадают с баскскими, а также установить сходство ряда морфологических характеристик. В то же время, согласно гипотезе поздней баскизации, носители баскского языка проникли в Испанию не ранее V—VI в. н. э., то есть уже в послеримский период, а до этого обитали лишь в Аквитании.
Кроме того, к палеоиспанским языкам мог относиться пиктский язык, существовавший на территории Великобритании до VIII в. н. э. Его классификация из-за крайней скудости надписей вряд ли возможна, однако Юлий Цезарь указывал на сходство пиктов с хорошо знакомыми ему иберами.
Также в рамках гипотезы о лигурском субстрате древний лигурский язык рассматривается как вероятный родственник иберского языка. В пользу этой гипотезы говорит общность суффиксов древней топонимики иберско-лигурского региона. Как свидетельство против данной гипотезы можно рассматривать мнение Сенеки, коренного жителя Испании, предположительно владевшего иберским языком, который, пробыв некоторое время в изгнании на Корсике, считал иберов и лигуров потомками разных волн заселения Корсики.

## Исследователи

### Классики
- Мануэль Гомес-Морено — в основном дешифровал палеоиспанские письменности
- Юрий Зыцарь — исследовал баско-кавказскую гипотезу
- Кольдо Мичелена — критик баско-иберской гипотезы
- Антонио Товар — продолжил дешифровку палеоиспанских письменностей
- Юрген Унтерманн — исследования по морфологии и лексике иберского языка
- Ульрих Шмоль — докельтские индоевропейские языки Испании

### Современные
- Игнасио-Хавьер Адьего
- Мигель Валерио
- Эдуардо Ордунья
- Хавьер де Ос